# Westhoffen
Westhoffen är en kommun i departementet Bas-Rhin i regionen Grand Est (tidigare regionen Alsace) i nordöstra Frankrike. Kommunen ligger i kantonen Wasselonne som tillhör arrondissementet Molsheim. År 2022 hade Westhoffen 1 703 invånare.

## Befolkningsutveckling
Antalet invånare i kommunen Westhoffen
| Referens: INSEE |